# Agar dans le désert (Pittoni)
Pour les articles homonymes, voir Agar dans le désert.
Agar dans le désert (en italien : Agar confortata da un angelo nel deserto), est un tableau de l'artiste Giovanni Battista Pittoni réalisé entre 1720 et 1725, exposé dans la basilique Santa Maria Gloriosa dei Frari à Venise, en Italie. Il représente Agar dans le désert avec un ange.
C'est l'un des rares tableaux attribués à Giovanni Battista Pittoni.

## Épisode biblique
Agar, servante égyptienne de Sarah, la femme d'Abraham, est la mère d'Ismaël, le premier fils d'Abraham.
Après avoir longtemps été incapable d'enfanter, Sarah donne finalement à Abraham un fils, Isaac. Ismaël et Isaac sont élevés ensemble mais un jour, Sarah demande à Abraham qu'Agar soit chassée avec son fils Ismaël, car elle ne veut pas qu'Ismaël hérite avec Isaac. Abraham est attristé par la demande de sa femme, Ismaël étant son fils. Dieu parle à Abraham et lui demande de respecter la demande de Sarah ; Agar et Ismaël sont chassés par Abraham. Munis de pain et d'une outre d'eau qu'Abraham leur a donnés, ils errent dans le désert de Beer-Sheva. Lorsque l'outre est vide, Agar pose son enfant sous un arbuste, puis s'en éloigne pour ne pas assister à sa mort et sanglote. Dieu entend et voit la détresse d'Agar. Il envoie son ange pour la rassurer et lui fait voir un puits, auquel elle remplit l'outre pour son garçon Ismaël.